# The Sounds
The Sounds sind eine schwedische Indie-Rock-Band aus Helsingborg.

## Bandgeschichte
Rodriquez und Bengtsson gründeten die Band 1998. Nachdem sie den Schlagzeuger Nilsson gefunden hatten, dauerte es ein wenig, bis sie auf die Sängerin Maja Ivarsson trafen, die davor Horn und Gitarre in diversen Mädchenbands gespielt hatte. 1999 wurde die Band durch den Keyboarder Jesper Anderberg komplettiert, den sie auf dem Hultsfred-Festival getroffen hatten. Große Fans der Band sind Quentin Tarantino und die Foo Fighters, in deren Programm sie als Vorband auftraten.
Das Album Something to Die For ist das erste Album, das die Band komplett eigenständig produziert hat.

## Stil
Vor allem im ersten Album Living in America kommen Elemente des New Wave sowie des Synthie-Pops zum Einsatz. Der Stil der Band orientiert sich mit Veröffentlichung des zweiten Albums Dying to Say This to You deutlich in Richtung Rock. Die Vorbilder der Band sind neben Blondie auch Duran Duran und Depeche Mode.

## Trivia
- In dem 2006 veröffentlichten Lied Snakes on a Plane (Bring It) von Cobra Starship übernahm die Sounds-Sängerin Maja Ivarsson den weiblichen Gesangspart.
- Die Songs Dance with Me und Rock ‘n‘ Roll sind Teil des Final-Destination-2-Soundtracks.
- Der Song Bombs Bombs Away (Teenage Battlefield) ist Teil des Soundtracks zu Große Mädchen weinen nicht.
- Jesper Anderberg und Felix Rodriguez arbeiteten als Songwriter und Produzenten für die niederländische Pop-Band Krezip. Sie schrieben und produzierten die Lieder All My Life, Play This Game with Me und You’re Wrong für Krezips viertes Studioalbum Plug It In.
- Das Lied Something to Die For wurde als Introsong für Scream 4 verwendet und erschien auf dem Soundtrack.

## Diskografie

### Alben
| Jahr | Titel                    | Höchstplatzierung, Gesamtwochen, AuszeichnungChartplatzierungen (Jahr, Titel, Platzierungen, Wochen, Auszeichnungen, Anmerkungen) | Höchstplatzierung, Gesamtwochen, AuszeichnungChartplatzierungen (Jahr, Titel, Platzierungen, Wochen, Auszeichnungen, Anmerkungen) | Höchstplatzierung, Gesamtwochen, AuszeichnungChartplatzierungen (Jahr, Titel, Platzierungen, Wochen, Auszeichnungen, Anmerkungen) | Höchstplatzierung, Gesamtwochen, AuszeichnungChartplatzierungen (Jahr, Titel, Platzierungen, Wochen, Auszeichnungen, Anmerkungen) | Höchstplatzierung, Gesamtwochen, AuszeichnungChartplatzierungen (Jahr, Titel, Platzierungen, Wochen, Auszeichnungen, Anmerkungen) | Anmerkungen                             |
| Jahr | Titel                    | CH | DE | SE | UK | US | Anmerkungen                             |
| ---- | ------------------------ | --- | --- | --- | --- | --- | --------------------------------------- |
| 2002 | Living in America        | — | — | SE3 (45 Wo.)SE | — | — | Erstveröffentlichung: 11. November 2002 |
| 2006 | Dying to Say This to You | — | — | SE8 (10 Wo.)SE | UK89 (1 Wo.)UK | US107 (2 Wo.)US | Erstveröffentlichung: 15. März 2006     |
| 2009 | Crossing the Rubicon     | — | — | SE14 (6 Wo.)SE | — | US64 (2 Wo.)US | Erstveröffentlichung: 2. Juni 2009      |
| 2011 | Something to Die For     | CH96 (1 Wo.)CH | DE86 (1 Wo.)DE | SE14 (2 Wo.)SE | — | US140 (1 Wo.)US | Erstveröffentlichung: 29. März 2011     |
| 2013 | Weekend                  | — | — | SE35 (1 Wo.)SE | — | — | Erstveröffentlichung: 29. Oktober 2013  |
| 2020 | Things We Do For Love    | — | — | — | — | — | Erstveröffentlichung: 12. Juni 2020     |

### EPs
- 2006: Live (EP)
- 2017: The Tales That We Tell

### Singles

#### Chartplatzierungen
| Jahr | Titel Album                                           | Höchstplatzierung, Gesamtwochen, AuszeichnungChartsChartplatzierungen (Jahr, Titel, Album, Platzierungen, Wochen, Auszeichnungen, Anmerkungen) | Anmerkungen |
| Jahr | Titel Album                                           | SE | Anmerkungen |
| ---- | ----------------------------------------------------- | --- | ----------- |
| 2002 | Fire / Hit Me! Living In America                      | SE26 (13 Wo.)SE |             |
| 2002 | Living in America / The S.O.U.N.D.S Living In America | SE3 (36 Wo.)SE |             |
| 2003 | Seven Days a Week Living In America                   | SE20 (8 Wo.)SE |             |
| 2003 | Rock & Roll Living In America                         | SE27 (6 Wo.)SE |             |
| 2006 | Songs with a Mission Dying to Say This to You         | SE22 (8 Wo.)SE |             |
| 2009 | No One Sleeps When I’m Awake Crossing the Rubicon     | SE26 (4 Wo.)SE |             |

#### Weitere Veröffentlichungen
- 2006: Painted By Numbers
- 2007: Tony the Beat (Push It)
- 2009: No One Sleeps When I’m Awake
- 2009: Beatbox
- 2010: Dorchester Hotel
- 2011: Better Off Dead
- 2011: Something to Die For
- 2013: Shake Shake Shake
- 2013: Hurt the Ones I Love
- 2016: Thrill
- 2020: Safe and Sound
- 2021: I Love a Man in a Uniform